# Nebelscheinwerfer

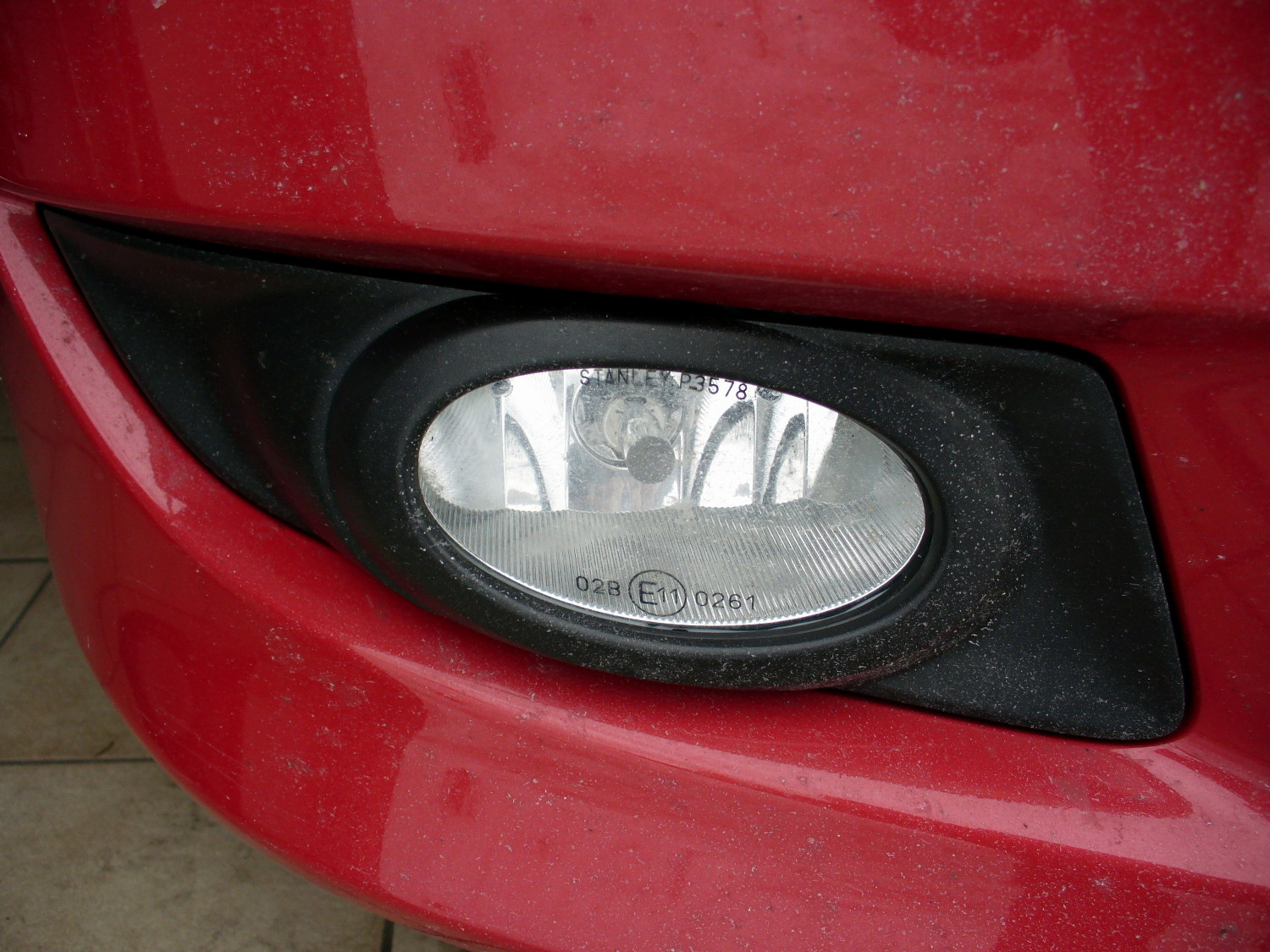
Nebelscheinwerfer

Nebelscheinwerfer, in der Schweiz Nebellichter, sind breitstrahlende (daher in Österreich früher auch Breitstrahler genannt), tief angebrachte Scheinwerfer an Kraftfahrzeugen, die vorrangig zur Verwendung bei schlechter Sicht durch Nebel oder Niederschlag bestimmt sind.

## Funktion und Verwendung
Werden Nebelscheinwerfer zusammen mit dem Abblendlicht verwendet, ergibt sich lediglich eine breitere Ausleuchtung im Nahfeld. Die Eigenblendung bei starkem Nebel wird nicht reduziert. Bei verschiedenen Fahrzeugmodellen wird bei Kurvenfahrten der innenliegende Nebelscheinwerfer zur besseren Ausleuchtung (einfaches Kurvenlicht) genutzt.
Nebelscheinwerfer alleine (oder zusammen mit dem Standlicht, aber ohne gleichzeitige Verwendung des Abblendlichts) reduzieren die Eigenblendung des Fahrers und verbessern somit die Sicht. Allerdings ist ihre Reichweite geringer als die des Abblendlichts, daher ist diese Beleuchtung technisch nur bei dichtem Nebel sinnvoll.
Bei Fahrten bei Dunkelheit und starkem Nebel ist es zweckmäßig, dass der Fahrer die Fahrzeugbeleuchtung ständig den aktuellen Verhältnissen anpasst und gegebenenfalls zwischen Abblendlicht und Nebelscheinwerfer wechselt.

## Rechtsvorschriften

### Deutschland

Kennzeichnung von Bedienelementen zur Steuerung der Nebelscheinwerfer nach ISO 7000

Nebelscheinwerfer dürfen in Deutschland bei erheblicher Sichtbehinderung durch Regen, Nebel oder Schneefall benutzt werden. Sie dürfen nur zusammen mit dem Stand- und/oder dem Abblendlicht leuchten. Eine Benutzung dieser Scheinwerfer, ohne dass eine erhebliche Sichtbehinderung durch Witterung vorliegt, ist verboten. Nebelscheinwerfer dürfen in Deutschland als einzige Scheinwerfer nicht nur weißes, sondern auch hellgelbes Licht ausstrahlen.

### Österreich
In Österreich dürfen Nebelscheinwerfer, sofern sie fest in die Fahrzeugfront eingebaut sind, auch als Tagfahrlicht verwendet werden. Außerdem dürfen sie nicht wie in Deutschland nur bei Sichtbehinderung, sondern auch am Tag und bei guter Sicht, bei Nacht und Dunkelheit und bei kurviger Fahrbahn in Kombination mit Stand- und/oder Abblendlicht verwendet werden.

### Schweiz
In der Schweiz ist die Verwendung von Nebellichtern im Strassenverkehrsgesetz geregelt: Die Nebellichter dürfen nur bei Nebel, Schneetreiben oder starkem Regen verwendet werden. Nebellichter müssen ein breitstrahlendes, nach oben gut abgegrenztes Licht erzeugen; sie dürfen nur zu den Standlichtern, den Abblendlichtern, den Fernlichtern oder einer Kombination dieser Lichter zugeschaltet werden können. Der obere Rand ihrer Leuchtfläche darf nicht über jenem der Abblendlichter liegen. Die unerlaubte Benutzung der Nebellichter wird mit einer Ordnungsbusse von 40 CHF gebüsst.

### Schweden
In Schweden dürfen Nebelscheinwerfer tagsüber anstelle des obligatorischen Tagfahrlichts verwendet werden. Bei Dunkelheit dürfen sie nur bei Nebel oder kräftigem Niederschlag verwendet werden. Die gleichzeitige Verwendung von Abblendlicht und Nebelscheinwerfer ist ausdrücklich verboten.

### Frankreich
Die in Frankreich feux de brouillard genannten Nebelscheinwerfer dürfen nur bei starkem Nebel, Schneefall oder Regen betrieben werden. Das ist jedoch nicht verpflichtend. Es darf keine Blendung anderer Verkehrsteilnehmer erfolgen. Ein Verstoß wird regelmäßig mit 135 € geahndet.